# أمسيات أوسور الموسيقية
أمسيات أوسور الموسيقية (بالكرواتية: Osorske glazbene večeri) هو مهرجان موسيقي كلاسيكي كرواتي يُقام في مدينة أوسور التاريخية،  في جزيرة كريس  في خليج كفارنر. تأسس المهرجان في عام 1976 على يد دانيال ماروشيتش، مدير الأوبرا والتلفزيون الكرواتي الشهير، والذي كان المدير الفني والتنفيذي له حتى وفاته في عام 2009. كانت الفكرة الأصلية وراء المهرجان هي إحياء أوسور خلال فصل الصيف، وصنع مهرجان مخصص في الغالب لأعمال الملحنين الكرواتيين التاريخيين والمعاصرين. على الرغم من أن المهرجان في عقوده الأولى كان قائم على المؤتمرات و العروض المسرحية و الأوبرا والمعارض الفنية، إلا أن أمسيات أوسور الموسيقية اليوم موجهة حصريًا إلى البرامج الموسيقية، بما في ذلك الموسيقى الكلاسيكية والمعاصرة، وأحيانًا الموسيقى المبكرة والموسيقى الإلكترونية. قاعة الحفلات الموسيقية الرئيسية هي كنيسة مريم العذراء في أواخر القرن الخامس عشر (كاتدرائية أوسور السابقة)، بينما كانت تُستخدم مساحات الحفلات الموسيقية الأخرى، مثل الساحة الرئيسية في أوسور والموقع الأثري في كنيسة القديس بطرس. لمساهمتهم البارزة في مجال الموسيقى الكلاسيكية في كرواتيا، تم إعلان المهرجان وطنيًا في عام 2011. ومن بين الموسيقيين المتميزين على مدار السنوات العديدة الماضية، لاربيجياتا وكريستينا بلوهار وجيوفاني سوليما وديانا هالر وريناتا بوكوبيتش وألكسندر ماركوفيتش من بين الآخرين.
في السنوات الأربعين الماضية، تم تقديم حوالي 300 مقطوعة موسيقية جديدة لأول مرة في أوسور، وكثير منها بتكليف من المهرجان أو مخصصة لأوسور. لجنة المهرجان الرئيسية وهم ثلاثية أوسور: قداس أوسور (بوريس باباندوبولو، 1978)، أوسور ميستري (بوريس باباندوبولو، 1979)، وأوسور كراي (بيريسلاف شيبوس، 2009) للعازفين المنفردين، والجوقة المختلطة، وأوركسترا الحجرة. تم تسجيل أول أداء متكامل في أمسيات أوسور الموسيقية السابعة والثلاثين بواسطة الراديو التلفزيوني الكرواتي وتم نشره كقرص دي في دي ثلاثي في عام 2013. تم توثيق العقود الثلاثة الأولى من المهرجان جيدًا في كتاب لدودي كومانوف، أركيديا هيرفاتسكي غلازبي: 30 عامًا من مهرجان أمسيات أوسور الموسيقية (أركادي للموسيقى الكرواتية: 30 عامًا من أمسيات أوسور الموسيقية) الذي نشره المهرجان في عام 2006.

## روابط خارجية
- مهرجان الموسيقى
- جزيرة كريس
- الوطني للموسيقى” يستضيف “أوركسترا” الجاز الكرواتية